# Carl Juel-Brockdorff (1839-1900)
 Der er flere personer med dette navn, se Carl Juel-Brockdorff.
Carl Frederik Sophus Vilhelm lensbaron Juel-Brockdorff (født 7. november 1839 på Broløkke (Viby Sogn), død 12. september 1900 på Valdemars Slot) var en dansk lensbesidder og officer, far til Frederik Juel-Brockdorff og Niels Juel-Brockdorff.
Han var søn af lensbaron Frits Juel-Brockdorff og hustru Augusta Utke, blev 1859 student fra Odense Katedralskole og tog 1860 filosofikum. Juel-Brockdorff blev 1861 volontør ved 2. Dragonregiment, 1862 sekondløjtnant, 1863 ordonnansofficer ved 2. Kavaleribrigade og deltog i krigen 1864. 1891 blev han karakteriseret ritmester.
Fra 1865 til 1875 var han forpagter af Ølstedgaard under Grevskabet Muckadell, blev 1875 hofjægermester og arvede i 1876 Stamhuset Thorseng, Baroniet Scheelenborg og Hindemae. Han overtog i 1877 Stenagergård og Hollufgaard. Han tog 1879 bolig på Valdemars Slot, var fra 1881 til 1890 formand for Svendborg Amts landøkonomiske Selskab og var derefter selskabets æresmedlem. Han blev 1881 kammerherre og 1888 patron for Roskilde adelige Jomfrukloster. Han var dekoreret med: Ridderkorset af Dannebrogordenen (4. juli 1878), Dannebrogsmændenes Hæderstegn (26. maj 1892) og Kommandørkorset af Vasaordenen.
Juel-Brockdorff ægtede 25. maj 1865 på Hindsgavl Julie Sophie Thora Anna Caroline baronesse Reedtz-Thott (født 8. juni 1846 på Gavnø, død 6. juli på Tåsinge), datter af Otto lensbaron Reedtz-Thott til baroniet Gavnø og Caroline Amalie Fønss.
Han er begravet på Bregninge Kirkegård.